# Artoria Gibbons

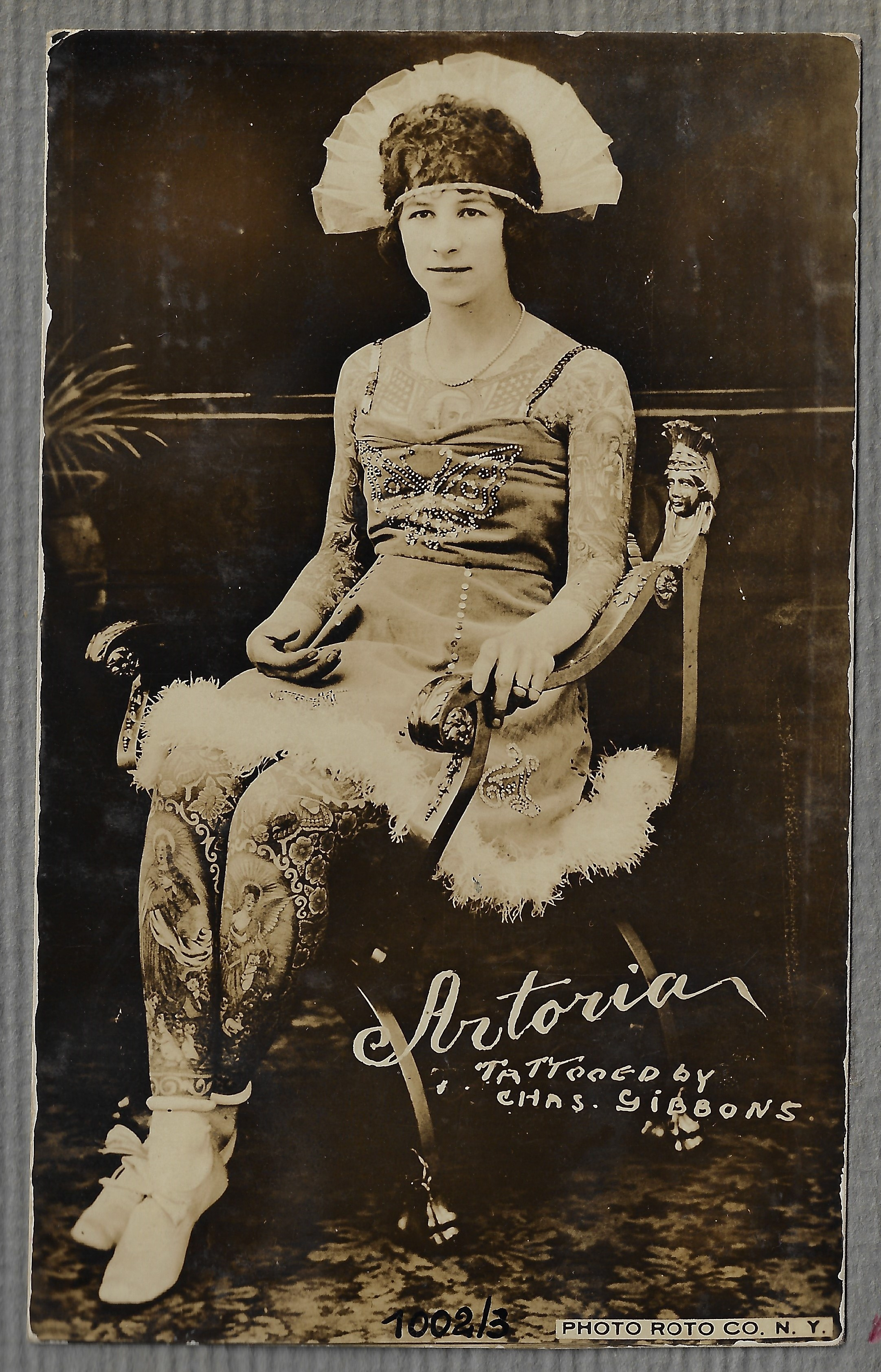
Artoria Gibbons 1921, Cabinet-Card aus dem Foto-Album des Tätowierers Johann „Hans“ Ullrich (1909–1957), Bielefeld

Artoria Gibbons (* 16. Juli 1893 in Linwood, Portage County, Wisconsin als Anna Mae Burlingston; † 18. März 1985 in Bristol, Tennessee) war eine amerikanische Schaustellerin. Sie war eine der bekanntesten tätowierten Damen und trat mit großen Zirkussen in den Vereinigten Staaten auf.

## Leben
Anna Mae Burlingston wuchs mit sechs Geschwistern auf einer Farm in Linwood in der Nähe von Stevens Point im ländlichen Wisconsin auf. Ihre Eltern waren der norwegische Einwanderer Gunder Asbjornson Huseland (1859–1908), der sich in Amerika Frank Burlingston nannte, und Amma May Mabel Mason (1865–1935). Ihre Eltern waren sehr arm und sie besuchte die Schule nur bis zur neunten Klasse. Nach ihrer eigenen Erzählung verließ sie mit 14 Jahren ihr Elternhaus, um sich einem vorbeiziehenden Zirkus anzuschließen. Charles Wesley “Red” Gibbons (1879–1964), ein Tätowierer im Zirkus, stach ihre ersten Tattoos. Nach anderen Quellen zog die Familie Burlingston nach Colville, als sie sieben Jahre alt war. Der Vater starb kurz nach dem Umzug an Typhus und ließ die Familie mittellos zurück. Mit 14 Jahren begann Anna Mae, wie auch ihre beiden älteren Schwestern Almina und Mary Louise Love (1889–1934), in Spokane als Dienstmädchen zu arbeiten. Dort lernte sie Gibbons kennen, den sie 1912 heiratete und zunächst mit ihm nach Californien ging. Sie bekam eine Tochter und ließ sich in wirtschaftlich schlechten Zeiten von ihm tätowieren, um durch ihre Auftritte ebenfalls Geld zu verdienen. Fortan nannte sie sich Artoria Gibbons.
Artoria Gibbons tourte erstmals 1919 mit der Pete Kortes Show, von 1921 bis 1923 mit dem Ringling Bros. and Barnum & Bailey Circus und 1924 mit dem Circus Hagenbeck-Wallace durch die USA. In den darauffolgenden fünfzig Jahren trat sie bei verschiedenen Zirkussen und Sideshows auf, unter anderem im Kortes and McKay's Museum in Los Angeles, bei den Foley and Burk Shows und der Johnny J. Jones Sideshow. Bei ihren Auftritten trug Artoria Gibbons eine bodenlange Robe, aus der heraus sie dem Publikum erst nur ihre tätowierten Arme und Beine zeigte, bevor sie sie zuletzt ganz ablegte. Ein tief geschnittener Badeanzug, den sie darunter trug, ließ die Zuschauer rätseln, ob und welche Tätowierungen sich darunter verbergen könnten. Während sie auftrat, tätowierte ihr Ehemann interessierte Besucher. In den Ruhezeiten im Winter arbeitete er in Vergnügungsparks.
In den 1940er Jahren verließ Artoria Gibbons den Ringling Bros. and Barnum & Bailey Circus, um sich um ihren Mann zu kümmern, der infolge eines Überfalls im Jahr 1941 nach mehreren vergeblichen ärztlichen Behandlungen 1946 komplett erblindete. Nachdem er sich soweit erholt hatte, um wieder mit ihr reisen zu können, kehrte sie 1956 ins Showgeschäft zurück und trat unter anderem beim Bell and Travis Carnival und der Hall and Christ Sideshow von Ward Hall auf, bis sie sich 1981 gesundheitsbedingt zur Ruhe setzte. Sie lebte bis zu ihrem Tod 1985 bei ihrer Tochter Charlene Anne Gibbons und deren Familie in Bristol in Tennessee. Ihr Grab befindet sich auf dem Shipley Cemetery in Bristol.

## Tattoo-Motive
Artoria Gibbons Tätowierungen stammten alle von ihrem Ehemann Charles W. Gibbons und bedeckten 80 % ihres Körpers, einschließlich der Füße, ließen aber die Handgelenke, Hände, den Hals und das Gesicht frei. Die Motive sprach sie mit ihm ab. Selbst Baptistin und regelmäßige Kirchgängerin, trug sie mehrere Tätowierungen mit religiösen Motiven, die teils berühmte Gemälde nachbildeten. Außergewöhnlich waren die starke Verbundenheit der einzelnen Motive miteinander und die flächige Ausfüllung mit Farbe.
Ihr erstes Tattoo war ein kleiner Engel oberhalb ihres linken Handgelenks. Religiöse Motive waren Da Vincis Das Abendmahl quer über ihrem oberen Rücken, Botticellis Verkündigung auf dem Arm, Raffaels Engel auf der linken Schulter, und Teile von Michelangelos Heiliger Familie. Die detailreiche und genaue Ausführung des „Abendmahls“ und auch der anderen Gemäldeadaptionen trugen zu ihrer Berühmtheit bei. Auf ihren Unterschenkeln befanden sich Tätowierungen von Jesus und Maria. Weitere Motive waren neben Weinreben, Rosen und Sternen einige patriotische Motive, wie George Washington, umgeben von vier US-Flaggen, auf ihrer Brust. Darunter auf ihrem Bauch war ein Schoner unter vollen Segeln eingestochen.